# 音の風景
『音の風景』（おとのふうけい）は、NHKが1985年4月1日に放送を開始した5分間の紀行番組である。

## 概要
日本および世界各地のいろいろな場所を、その場所特有の音を中心に、わずかな解説を付して紹介する。

## ナレーション

### 現在の担当者
- 荒木さくら -

### 過去の担当者
- 阿部陽子 -
- 岩槻里子 -
- 北郷三穂子 -
- 遠藤ふき子 -
- 大沼ひろみ -
- 広瀬修子 -
- 中川緑 -
- 松村正代 -
- 高橋さとみ -
- 井上あさひ -
- 池田伸子 -
- 柘植恵水 -
- 中條誠子 -
- 合原明子 -
- 山内泉 -

## 放送時間
- NHKラジオ第1放送：日曜 19:55 - 、関東・甲信越地方・近畿地方・四国地方を除く
その他土日放送の「とっておきラジオ」の放送が16:50までの場合でも、16:50から5分間本番組が放送される。
2012年3月までは、『ラジオ深夜便』内2時台後半（3時前。2:53頃 - ）のフロート番組で放送された[注 1]。
- NHKラジオ第2放送
  - 毎日 16:20 -
  - 月 - 金曜 12:55 - 、23:35 -
  - 土曜 8:10 - 、12:25 - 、13:55 - 、22:20 -
  - 日曜 9:00 -
- NHK-FM放送
  - 月 - 木曜 15:55 -
  - 火 - 金曜 9:15 - [注 2]
  - 金曜 22:40 -
  - 土曜 6:50 - 、22:50 -
  - 日曜 11:50 - 
11:55から気象情報・お知らせを放送する地域およびIPサイマルラジオサービス2者（らじる★らじる及びradiko[2][3]）への裏送り。祝日およびラジオ第1で国会中継がある場合にも11:50から放送されることがある。
  - 『ラジオ深夜便』2時台後半（3時前。2:53頃 - 。2012年3月終了）
- NHKワールド・ラジオ日本
ラジオ第1放送と同時放送された（ラジオ深夜便内にて）。地上デジタルラジオでは通常の日本語版のほか、英語版も制作された。

## 2010年度の特別企画
放送開始25年記念として、3半期（4か月）を一つのくくりとした特別企画を通常バージョンと併用して放送した。
- 2010年4月 - 7月：「昔懐かしい 音の風景アーカイブス」（過去に放送された音の風景の録音を再構成）
- 2010年8月 - 11月：「この街の音自慢 日本一の音」（日本各地それぞれの地域独特の音の風景を収録。髭男爵が出演）
- 2010年12月 - 2011年3月：「視聴者のみなさんから応募する私の音の風景」（リスナーの心に残る音の風景を募集し、それを基にした作品を展開）

## その他
- 2008年2月3日の総合テレビの番組『三つのたまご』で録音の模様を放映した。この中では臨場感あふれる録音のためにスタッフがさまざまな試みを行っていることがわかる。
- 2009年3月14日には特別番組『音の風景スペシャル 耳をすませば未来が聞こえる』がNHK-FM放送にて2時間40分にわたり放送された[4]。
- 2019年9月16日には特別番組『今日は一日"音の風景"三昧』がNHK-FM放送にて12:15 - 18:50に放送、[5]2020年11月3日にも『今日は一日音の風景三昧2020』がNHK-FM放送にて12:15 - 21:15（中断時間あり）に放送された[6]。